# سلمان الحسيني الندوي
الشيخ سلمان الحسيني الندوي بن طاهر الحسيني الندوي: أحَد كبار العلماء والمفكرين في الهند.
ولد عام 1954 م في مدينة لكنو، وتلقى الدراسة الابتدائية في إحدَى مدارس « ندوة العلماء » الفرعيه، ثم حفظ القرآن الكريم، بعدها إلتحق بالمعهد الشرعي التابع لندوة العلماء، وانتقل منه الي المرحلة العالية (كلية الشريعة و أصول الدين) و تخرج منها بشهادة الليسانس(البكالوريوس عام 1974 م، وأنشأ في العام نفسه مع جماعة من الطلاب المتخرجين « جمعية شباب الإسلام » - التي تعد من كبرى الجامعات الإسلامية في الهند عملاً ونشاطاً - ثم أكمل الدراسات العليا (في قسم الحديث الشريف وعلومه) وتخرج بشهادة الماجيستير من « ندوة العلماء » نفسها عام 1976 م بكلية أصول الدين في جامعة الإمام محمد بن سعود الإسلامية (في الرياض) في الدراسات العليا (في قسم الحديث) ، وتخرج منها بشهادة الماجيستير في الحديث وعلومه بدرجه ممتاز عام 1980م.
عمل محاضراً في قسم الحديث النبوي الشريف بدار العلوم -ندوة العلماء - ثم أستاذاً فيه، ثم وكيلاً لكليتي الشريعة وأصول الدين إلى جانب مهمة التدريس فيهما.
ومن مآثره: تأسيس « مدرسة الإمام أحمد بن عرفان الشهيد الإسلامي » في عام 1975 م والتي قد تحولت اليوم إلى جامعة. وكذلك إنشاءه عدداً كبيرا من المدارس الدينية والعصرية، والمعاهد لتعليم التكنولوجيا الحديثه لأبناء المسلمين، والمستشفيات الخيريه للفقراء .

## مؤلفاته ورسائله
له مؤلفات ورسائل نافعة – رغم قلة تفرغه للتصنيف والتأليف – باللغتين العربية والأردية، وكذلك له باع كبير في نقل بعض مؤلفات العلامة أبي الحسن الندوي إلي العربية، من هذه المؤلفات:
1. جمع ألفاظ الجرح والتعديل ودراساتها من كتاب «تهذيب التهذيب» للحافظ بن حجر.https://quranwahadith.com/product/alfaz-al-jarah-wal-tadeel-4-vols/
2. الأمانة في ضوء القرآن. https://quranwahadith.com/product/al-amanah-fi-dhu-al-quran/
3. الإمام الدهلوي وآرائه في التشريع الإسلامي.
4. التعريف الوجيز بكتب الحديث.https://quranwahadith.com/product/al-tareef-al-wajeez/
5. لمحة عن علم الجرح والتعديل.
6. مقدمة في أصول الحديث، للمحدث الشيخ عبد الحق الدهلوي (تحقيق وتعليق).https://quranwahadith.com/product/muqadma-fi-usool-al-hadith/
7. الفوز الكبير في أصول التفسير (للإمام شاه ولي الله الدهلوي نقله من الفارسية وعلق عليه تعليقات طيبة) .
8. مؤلفات للعلامة أبي الحسن الندوي نقلها من الأردية إلي العربية:
9. رجال الفكر والدعوة في الإسلام (الجزء الخاص بالإمام السرهندي) .
10. رجال الفكر والدعوة في الإسلام (الجزء الخاص بالإمام شاه ولي الله الدهلوي) .
11. في مسيرة الحياة: (الجزء الأول والثاني)[2][3]
12. الفرائض السراجية. https://quranwahadith.com/product/al-faraid-al-sirajiyah/
13. العقد اللجيني. https://quranwahadith.com/product/al-aqd-al-lajeeni/
14. الفرائض السراجية. https://quranwahadith.com/product/al-faraid-al-sirajiyah/
15. الحوارفي قضايا من الحديث النبوي الشريف. https://quranwahadith.com/product/al-hiwar-fi-qadaya/
16. الاجتهاد والتقليد. https://quranwahadith.com/product/al-ijtihad-wal-taqleed/
17. المسوى من أحاديث الموطا. https://quranwahadith.com/product/al-masuwi-min-ahadith-al-muatta-4-vols/
18. المنهج التعليمي القرآني. https://quranwahadith.com/product/al-minhaj-al-taleemi-al-qurani/
19. المصفى شرح الموطا. https://quranwahadith.com/product/al-musafi-sharah-muwatta-2-vols/
20. بين أهل الرأى وأهل الحديث. https://quranwahadith.com/product/bayna-ahl-al-ray-wa-ahl-hadith/
21. المدخل إلى دراسة جامع الترمذي. https://quranwahadith.com/product/darasah-jami-al-tirmizi/
22. دروس من الحديث النبوي الشريف. https://quranwahadith.com/product/duroos-min-al-hadith-al-nabawi/
23. مشايخ الإمام محمد بن إسماعيل البخاري. https://quranwahadith.com/product/mashaikh-al-imam-al-bukhari/
24. مذكراتي سلمان الحسيني الندوي. https://quranwahadith.com/product/mazkarati-20-vols/
25. مشعال المصابيح شرح مشكاة المصابيح. https://quranwahadith.com/product/mishal-al-masabih-4-vols/
26. مفردات القرآن الإمام محمد بن إسماعيل البخاري. https://quranwahadith.com/product/mufadat-al-quran/
27. مقدمة القرضاوي. https://quranwahadith.com/product/muqadma-al-qaradawi/
28. تهذيب نور الإيضاح. https://quranwahadith.com/product/tehzeeb-noor-al-idah/